# Manuel Kabajar Cabase
Manuel Kabajar Cabase, conocido también como Mahnee Cabase o Manny Cabase (1 de enero de 1921, San Nicolás, isla de Cebú-23 de diciembre de 2003, San Francisco, California) fue un cantante, compositor, instrumentista y director musical filipino, que compuso temas musicales para películas del cine Visaya. Retirado del mundo artístico, tocaba 28 instrumentos musicales; también era arreglista, director de orquesta y director musical. Más adelante, se hizo conocer fuera de Filipinas, principalmente en Estados Unidos. Era padre de la reconocida cantante, escritora y actriz Amapola Cabase. El Museo Halad le abrió sus puertas para honrarlo, y a otros premiados, el 2 de febrero de 2010.

## Biografía
Cabase nació en San Nicolás, en la ciudad de Cebú, sus padres eran católicos, Kabajar de Sonsa e Ireneo Cabase. Su padre acordeonista y un músico viajante con un grupo de vodevil. Cabase en su tiempo cuando era un niño prodigio, aprendió a tocar el piano por su propia cuenta a los 5 años de edad y el aprendizaje de la guitarra a los 6 años. Asistió a las escuelas académicas y lo detuvieron por su autoeducación, pero a los 13 años él ya era un guitarrista, vocalista y arreglista de una banda local de San Nicolás.

## Carrera
En 1935, a la edad de 15 años, Cabase se convirtió en miembro de los Swingmasters de Cebú con sus hermanos igualmente talentosos como Narding y Siux. Su talento tan rápido desarrollo, no sólo como intérprete sino como compositor y arreglista, Cabase en la posición de líder de la banda tan sólo de 17 años de edad pudo dirigir.
En 1945, se casó con la hermana de su mejor amigo llamada, Priscilla Campogan al final de la ocupación japonesa. Cabase organizó el grupo llamado Music Makers, junto con su hermano Siux. Cuando los Music Makers se disolvió, Cabase fundó otro grupo llamado The Three Kings, que se convirtió en una de las bandas más famosas de los "Vikings popular", con estrellas de la canción de Visayan como STACS Huguete, Ramonito Del Rosario, Maning Aballe y Arte Maloy. El grupo se disolvió en 1962. En 1963, Cabase fundó otra banda llamada The Sounds, un grupo de músicos que se mantuvieron activos tras colaborar el inicio de la carrera musical de su hija Amapola. Finalmente se entregó la dirección del grupo a su hija y bajo su dirección, Amapola y el grupo fueron la mayor sensación musical del país. En 1972 su hija Amapola se unió por un recorrido de la denominada carretera de Hawái, seguido en 1973 por una temporada en el Carlyle Hotel de Filipinas junto a la primera dama Imelda Marcos. Con la denominada carrera de Hawái de Amapola firmemente arraigada en los Estados Unidos, Cabase y su esposa, Sheila, se unieron a su hija y su grupo se reunió en el Hotel Fairmont de San Francisco desde 1977 hasta 1982.

## Discografía

### Canciones en visayan
- Unsaon Ko
- Patayng' Buhi
- Guihigugma Ko Ikaw
- Awit Sa Damgo
- Na-ibog Ako Kanimo
- Unya Nahanaw Ka
- Nahigwa-os
- Carmen, Damgo Ko
- Asa Padulong ang Gugma
- Kulibing
- Handumanan
- Handuma Intawon
- Gugma Sa Inahan
- Paradista
- Harana
- Guipukaw Mo
- Sa Among Kusog
- Lilongon Ko
- Iluom Ko Lamang
- Kanunay
- Sugilanon
- Harana
- Ang Mausab Dili Gayod Ako
- Guianod Ako
- Nagahilak Ako
- Bisan Anino Mo

### Temas en inglés
- If You'd Only Love Me
- It's Great To Be Young
- Tender Breeze
- Dream Melody
- Mother
- Complete Siete Palabras Collection
- Complete Misa Cantata in Visayan
- Ever Faithful
- A Beggar In The Hands Of Time
- Empty Dream
- Sunset In My Heart
- Again and Again
- Alone Again
- Forever Mine
- The Moon And A Memory

### En otros idiomas
- Rhumba Cabase
- Sa Dulo Ng Ating Landas

### Álbumes
- CD: Mahnee Cabase Compositions.
- CD: Love Without A Name, Vocals: Amapola.

- Datos: Q6752660